# 网纹松螺
网纹松螺（学名：Siphonaria japonica），是基眼目松螺科松螺属的一种。主要分布于越南、韩国、中国大陆、台湾，常栖息在潮间带岩礁、岩岸高潮区或浮码头水线带。